# Not Giving Up on Love
Not Giving Up on Love è un singolo del DJ olandese di musica trance Armin van Buuren, pubblicato nella seconda metà di agosto 2010 dall'etichetta discografica Armada.
Il brano è stato scritto da Benno de Goeij, Sophie Ellis-Bextor, Armin van Buuren, Miriam Nervo e Olivia Nervo ed è stato interpretato vocalmente dalla stessa Sophie Ellis-Bextor. È stato tratto dall'album Mirage di van Buuren e successivamente inserito nel quarto album di inediti della cantante, Make a Scene.
Il video del brano è stato girato i primi giorni di agosto 2010 a Sant Antoni de Portmany, a Ibiza, ed è stato presentato al pubblico il 17 dello stesso mese.

## Tracce
Promo - CD-Maxi (Mostiko 23 23360-0 (CNR) / EAN 8714221056792)
1. Not Giving Up on Love (Radio Edit) - 2:53
2. Not Giving Up on Love (Extended Version) - 6:52
3. Not Giving Up on Love (Dash Berlin 4AM Mix) - 7:06
4. Not Giving Up on Love (Jorn Van Deynhoven Remix) - 6:54

CD-Maxi (Armada ARMA260 / EAN 8717306966955)
1. Not Giving Up on Love (Radio Edit) - 2:53
2. Not Giving Up on Love (Extended Version) - 6:52
3. Not Giving Up on Love (Dash Berlin 4AM Mix) - 7:06
4. Not Giving Up on Love (Jorn Van Deynhoven Remix) - 6:54
5. Not Giving Up on Love (Mischa Daniels Mode)
6. Not Giving Up on Love (Glenn Morrison Remix)

## Classifiche
| Classifica        | Posizione |
| ----------------- | --------- |
| Paesi Bassi       | 12        |
| Belgio (Fiandre)  | 26        |
| Belgio (Vallonia) | 74        |